# Halszagú galambgomba
A halszagú galambgomba vagy erősszagú galambgomba (Russula graveolens) az Agaricomycetes osztályának galambgomba-alkatúak (Russulales) rendjébe, ezen belül a galambgombafélék (Russulaceae) családjába tartozó, Európában és Észak-Afrikában honos, savanyú talajú lomberdőkben élő, ehető gombafaj.

## Megjelenése
A halszagú galambgomba kalapja 5-10 cm széles, alakja fiatalon domború, majd laposan kiterül. Színe hús-, bor- vagy okkervöröses esetleg bíborbarnás; közepén sárgás, okkeres apró krémolív foltokkal kifakul. Széle idősen röviden bordás. Kalapbőre szárazon fénytelen, nedvesen tapadós, könnyen lehúzható.
Húsa kemény; színe fehér, idősen vagy sérülésre barnul. Íze nem jellegzetes, szaga (különösen idősen) erősen heringszerű. 
Lemezei fiatalon világos krémszínűek, majd krémokkeresek. A lemezek élei nyomásra megbarnulnak.
Tönkje 3-8 cm magas és 1-2,5 cm vastag. Alakja lefelé kissé vastagodó. Színe fehéres, nyomásra szürkésbarnán foltosodik.
Spórapora krémszínű vagy halványsárga. Spórája ovális, tüskés felszínű, mérete 7-10 x 6-8 μm. 

### Hasonló fajok
A szintén ehető barnulóhúsú galambgombával és a ráncos galambgombával lehet összetéveszteni.

## Elterjedése és termőhelye
Európában és Észak-Afrikában honos. Magyarországon nem ritka. 
Savanyú talajú lomberdőben, főleg tölgy alatt nő. Júliustól októberig terem. 
Ehető gomba, kellemetlen halszaga a hőkezelés hatására eltűnik.

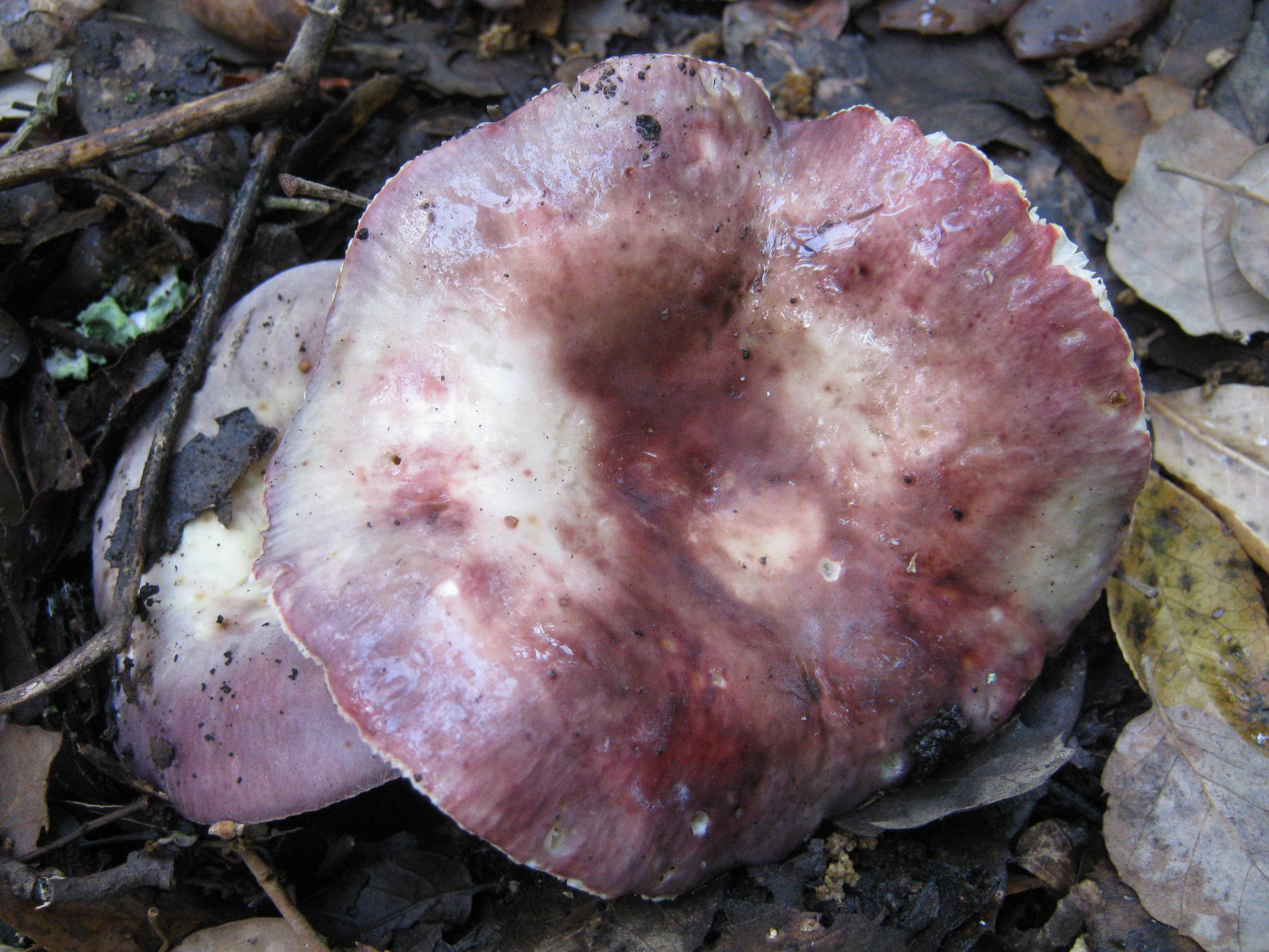
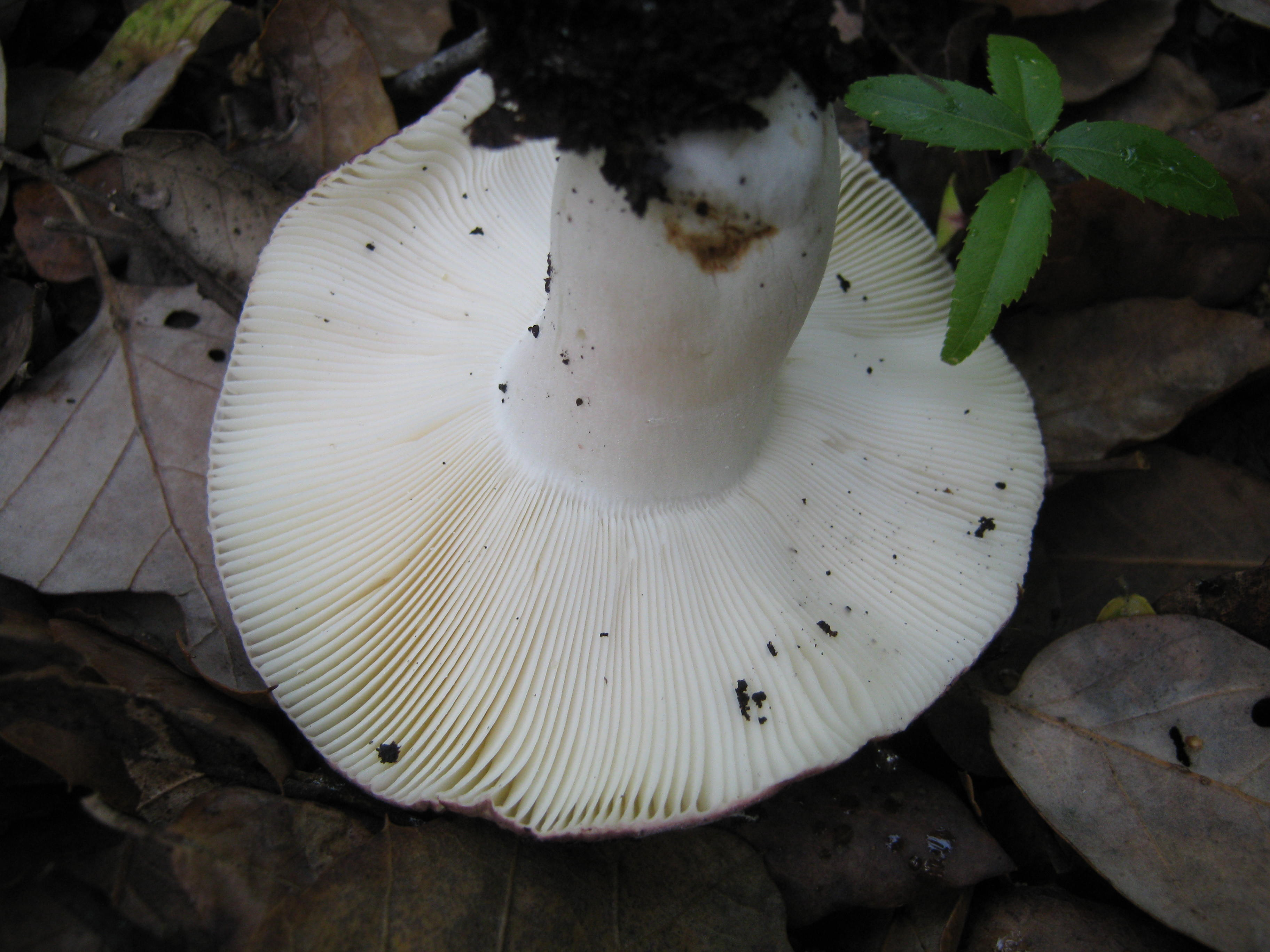
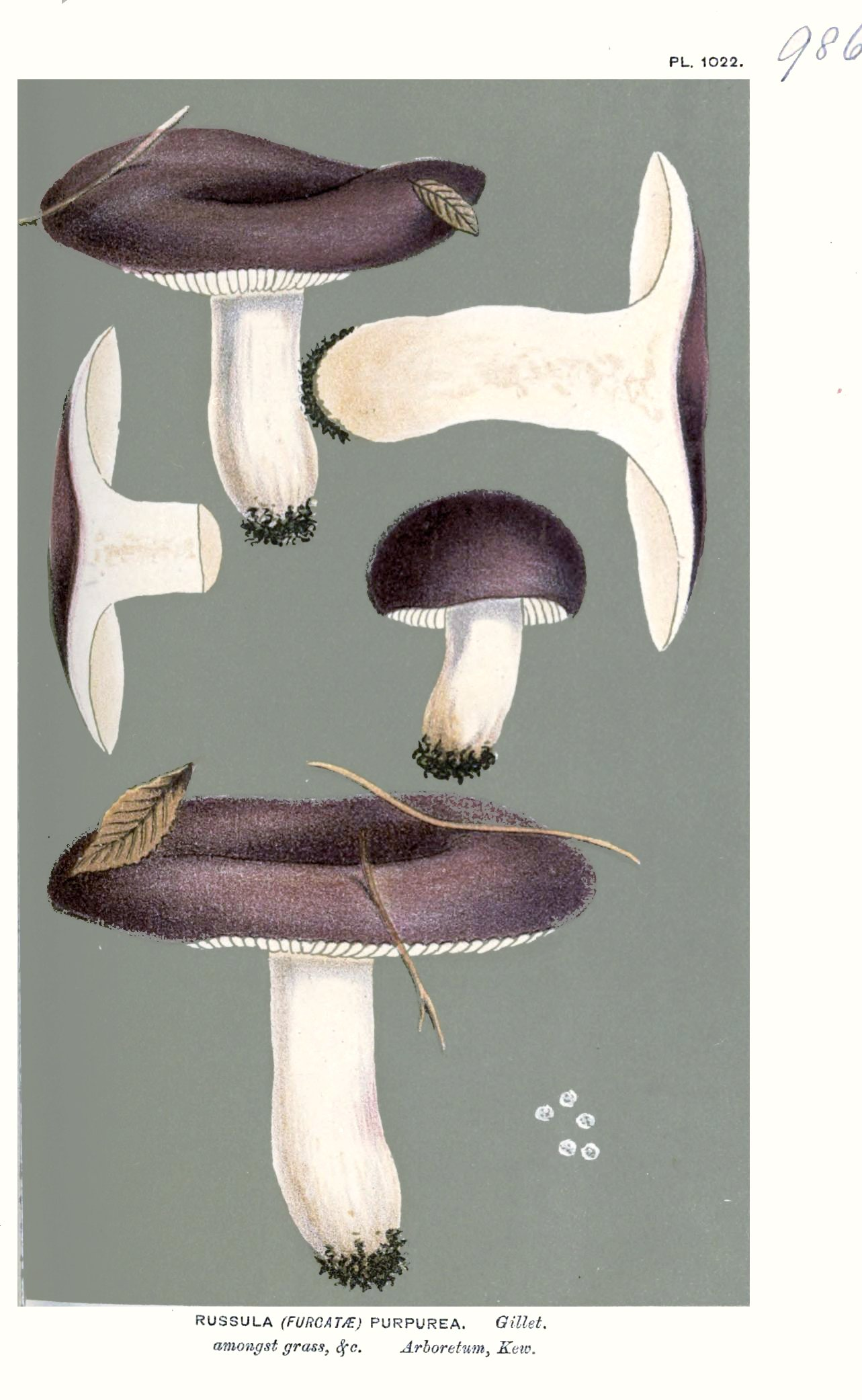